# Loumate
Loumate ist ein osttimoresischer Ort in der Aldeia Fatubesi (Suco Atabae, Verwaltungsamt Atabae, Gemeinde Bobonaro). Er liegt in einer Meereshöhe von 76 m.
Die Siedlung liegt direkt am Fluss Nunura, an der Ostgrenze von Fatubesi. Im Norden wird sie nur durch einen Bach von Lugu Teho abgetrennt. Der Bach im Süden trennt Loumate vom Nachbarort Daarobou.